# Elaphoglossum lucens
Elaphoglossum lucens är en träjonväxtart som beskrevs av A. Rojas. Elaphoglossum lucens ingår i släktet Elaphoglossum och familjen Dryopteridaceae. Inga underarter finns listade.